# Donje Lipovo
Donje Lipovo (chirilic: Доње Липово) este un sat din comuna Kolašin. Conform datelor de la recensământul din 2003, localitatea are 117 locuitori.

## Demografie
În satul Donje Lipovo locuiesc 83 de persoane adulte, iar vârsta medie a populației este de 43,8 de ani (41,5 la bărbați și 46,1 la femei). În localitate sunt 36 de gospodării, iar numărul mediu de membri în gospodărie este de 2,81.
Populația localității este foarte eterogenă.
|  |

| Demografie | Demografie | Demografie |
| An         | Locuitori  | Locuitori  |
| ---------- | ---------- | ---------- |
|            |            |            |
|            |            |            |
|            |            |            |
|            |            |            |
| 1948       | 358        |            |
| 1953       | 344        |            |
| 1961       | 324        |            |
| 1971       | 247        |            |
| 1981       | 220        |            |
| 1991       | 177        | 177        |
| 2003       | 101        | 101        |

| \| Componența etnică conform recensământului din 2003[2] \| Componența etnică conform recensământului din 2003[2] \| Componența etnică conform recensământului din 2003[2] \| Componența etnică conform recensământului din 2003[2] \| Componența etnică conform recensământului din 2003[2] \| \| ----------------------------------------------------- \| ----------------------------------------------------- \| ----------------------------------------------------- \| ----------------------------------------------------- \| ----------------------------------------------------- \| \| \| \| \| \| \| \| Muntenegreni \| Muntenegreni \| \| 50 \| 49,5% \| \| Sârbi \| Sârbi \| \| 48 \| 47,52% \| \| necunoscută \| necunoscută \| \| 0 \| 0% \| |              |  |    |        |
| Componența etnică conform recensământului din 2003 |              |  |    |        |
| |              |  |    |        |
| Muntenegreni | Muntenegreni |  | 50 | 49,5%  |
| Sârbi | Sârbi        |  | 48 | 47,52% |
| necunoscută | necunoscută  |  | 0  | 0%     |